# Strelča
Strelča (in bulgaro Стрелча?) è un comune della Bulgaria centro-occidentale nel distretto di Pazardžik.

## Geografia
Strelča si trova negli Antibalcani a un'altezza di circa 500 m s.l.m.; è sovrastata a nord dal monte Bunaja (1572 m) ed è bagnata dallo Strelčanska Luda Jana, corso d'acqua tributario del Luda Jana.
La località dista circa 40 km dal capoluogo distrettuale Pazardžik, circa 70 km dalla città più nota della Tracia, Plovdiv, e circa 100 km dalla capitale del Paese Sofia.
Sul luogo si trova una sorgiva di acque termali (circa 40 °C) di bassa durezza, su cui è sorto uno stabilimento meta di turismo sanitario, soprattutto per il trattamento di patologie ossee e a carico del sistema nervoso periferico.

## Storia
Le più antiche testimonianze storiche nell'area di Strelča risalgono al periodo dei Traci, che dominarono la penisola balcanica fino al I sec. e.v.; sono sopravvissuti diversi manufatti di tale periodo, tra cui un tumulo tracio nelle immediate vicinanze dell'odierna città.
Successivamente la località seguì le sorti dell'impero romano: divenuta parte della provincia di Tracia sotto l'imperatore romano Claudio, finì sotto Bisanzio, con relativa cristianizzazione, dopo la separazione degli imperi romani in orientale e occidentale; fu occupata dagli Slavi nel VI sec. e.v. e successivamente dai Bulgari; tornata all'impero bizantino nell'XI secolo, passò agli Ottomani dopo la caduta, a fine XV secolo, dell'impero d'Oriente; durante la dissoluzione dell'Impero ottomano divenne parte del neonato (1908) Regno di Bulgaria, paese del quale seguì le vicende attraverso le sue trasformazioni fino ai giorni odierni.

## Economia
Strelča è essenzialmente una località agricola e turistica, anche se vi si trovano stabilimenti di produzione di lenti per ottica.
Tra le specialità legate al territorio figura un particolare olio di rosa e di erbe, mentre diffusa è anche la produzione di frutta e verdura in serra.
Il turismo, come accennato in precedenza, è dovuto principalmente all'attività termale, anche se non manca quello culturale in ragione dei reperti del periodo tracio che si trovano nelle vicinanze della città.
Uno studio patrocinato dall'Unione europea ha identificato nel mancato ammodernamento delle strutture agricole e turistiche uno dei fattori che ostacolano un maggiore sviluppo economico di Strelča.

## Galleria d'immagini

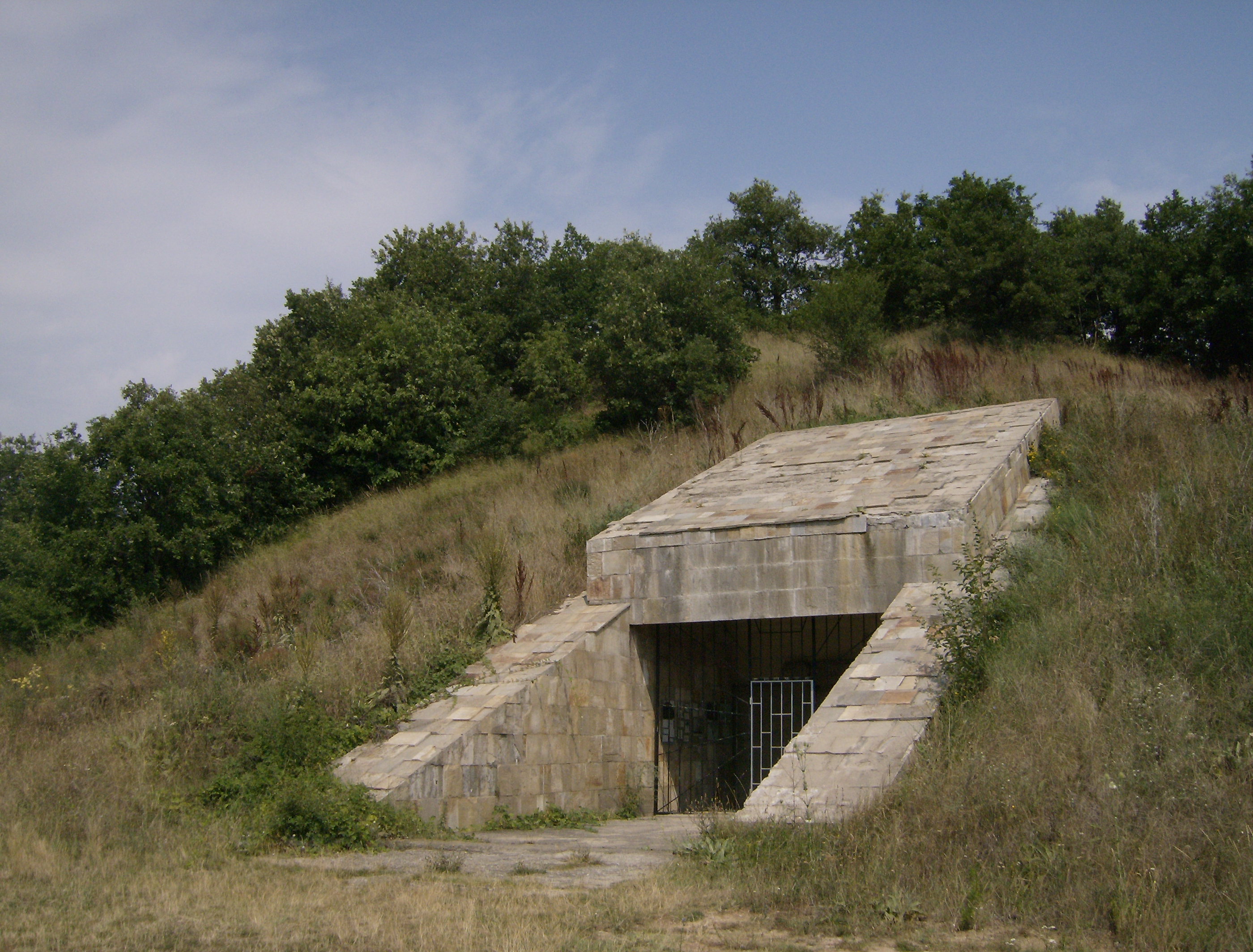
Tumulo tracio (ca. VIII sec. e.v.)
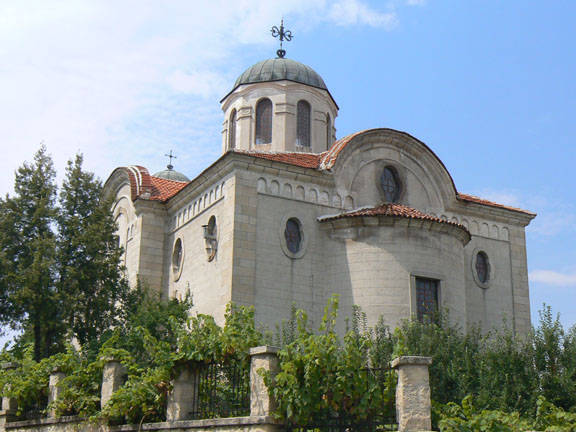
Chiesa ortodossa intitolata a Michele Arcangelo
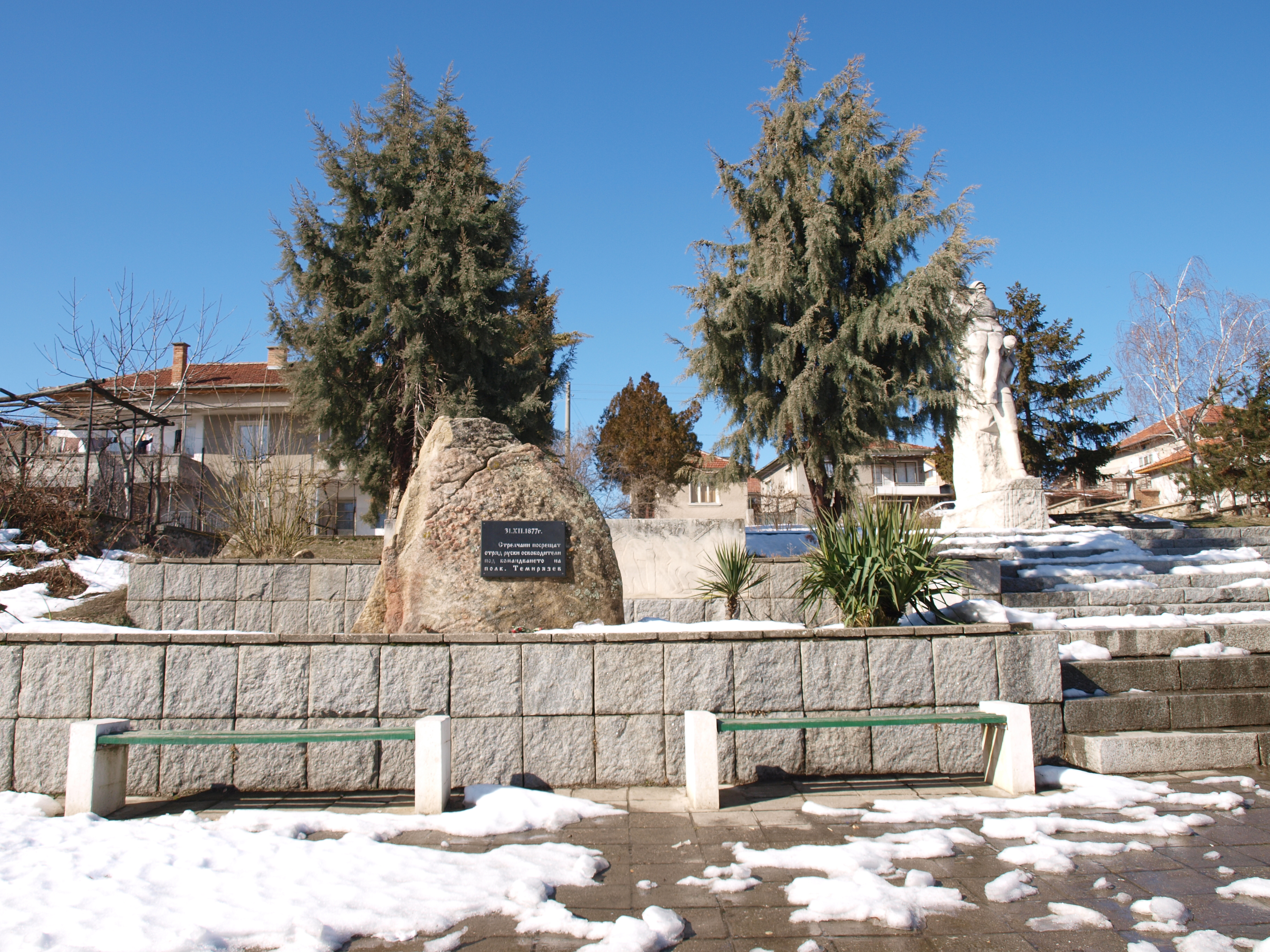
Monumento ai liberatori russi del 1877
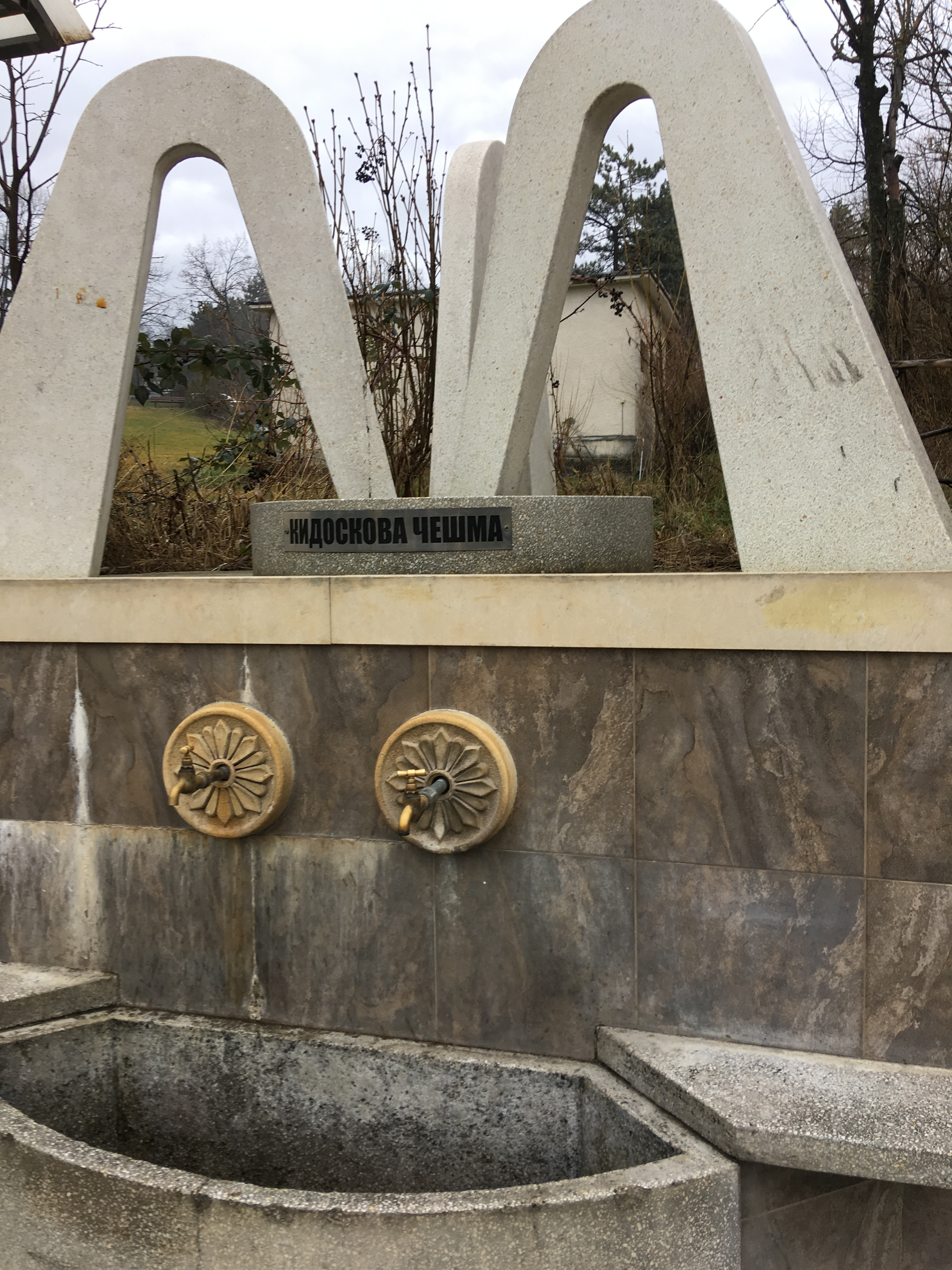
Terme cittadine
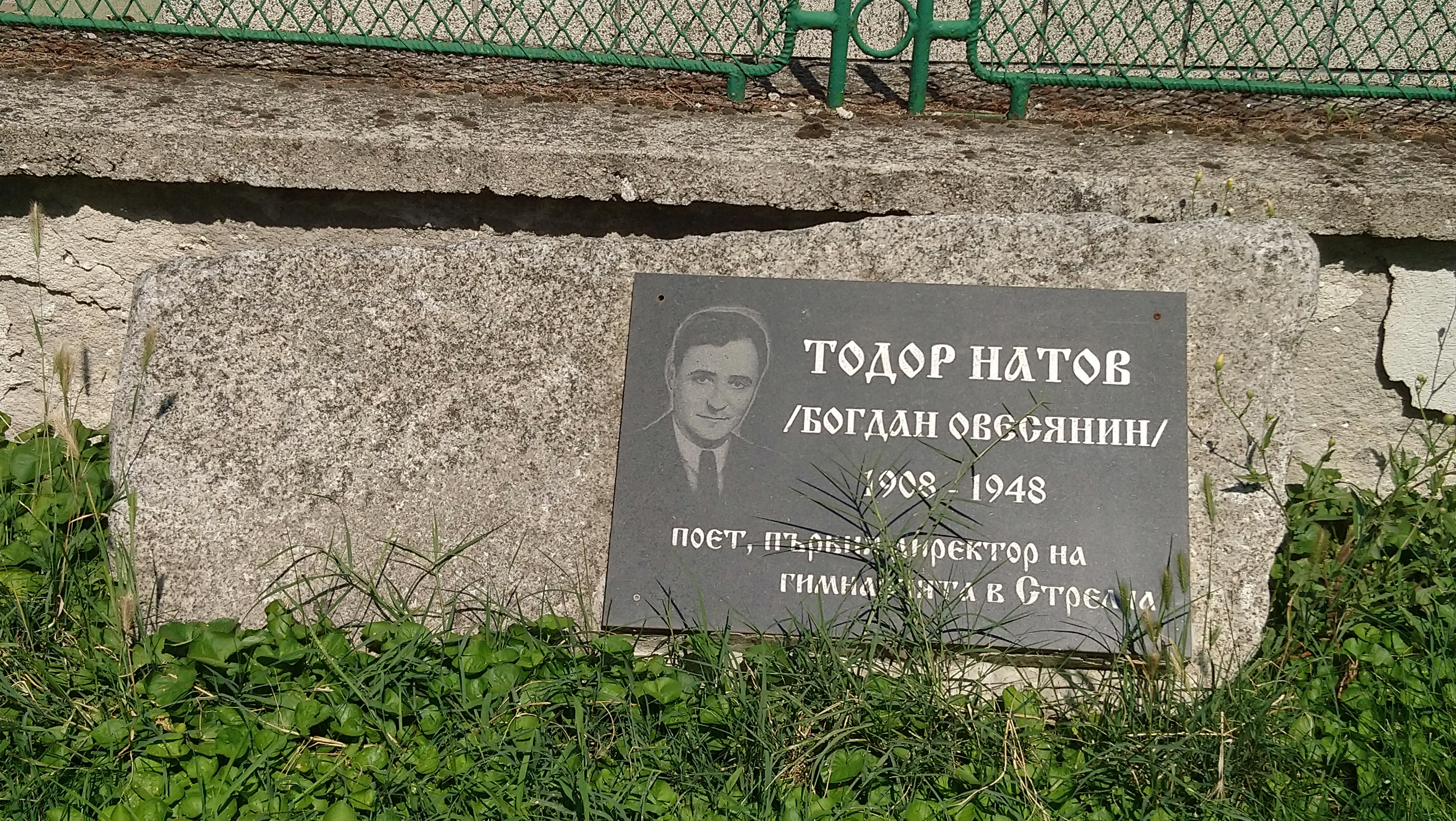
Targa ricordo del poeta Bogdan Ovesjanin, morto a Strelča nel 1948